# Qaratala
Qaratala è un comune dell'Azerbaigian situato nel distretto di Qax. Conta una popolazione di 528 abitanti.